# Meistera koenigii
Meistera koenigii là một loài thực vật có hoa trong họ Gừng. Loài này được Johann Friedrich Gmelin mô tả khoa học đầu tiên năm 1791 dưới danh pháp Amomum koenigii. Năm 2018, Jana Leong-Škorničková và Mark Newman chuyển nó sang chi Meistera mới được phục hồi.

## Phân bố
Loài này có trong khu vực bao gồm từ Ấn Độ (Assam) đến Trung Quốc (Vân Nam, Quảng Tây) và Đông Dương (Lào, Myanmar, Thái Lan, Việt Nam). Môi trường sống là rừng; ở cao độ 200-15.00 m.

## Mô tả
Cây cao 1-3 m. Lưỡi bẹ 2-khe, khoảng 6 mm, dạng giấy, các thùy thuôn tròn ở đỉnh; cuống lá 5-10 mm; phiến lá hình mũi mác hoặc thẳng-hình mũi mác, 30-45 × 4-11 cm, nhẵn nhụi, đáy hình nêm, đỉnh hình đuôi. Cụm hoa dạng bông hình elipxoit hẹp, 4-5 cm; cuống 30-35 cm khi tạo quả; lá bắc thuôn dài, 2-2,7 cm x 6-8 mm; lá bắc con hình ống, 1,1-1,3 cm, có lông tơ, đỉnh 2 khe. Đài hoa khoảng 1,4 cm, đáy có nhung trắng, đỉnh có 2 hoặc 3 thùy. Ống tràng hoa dài bằng đài hoa, đáy có lông trắng; các thùy thuôn dài-hình mũi mác, 1-1,3 cm. Cánh giữa môi dưới gần giống hình thoi, khoảng 1 cm × 6-8 mm, đỉnh 2 khe hở; vuốt có lông tơ màu trắng. Bao phấn thẳng-thuôn dài, khoảng 3 cm; phần phụ liên kết hình bán nguyệt. Bầu nhụy dày đặc lông tơ màu ánh nâu. Quả nang hình trứng, hiếm khi thuôn dài-hình elip, 2-2,5 × 1,5 cm, có sọc theo chiều dọc khi khô. Ra hoa tháng 5-7, tạo quả tháng 9-11.

## Tên gọi khác
Tại Trung Quốc người ta gọi nó là 野草果  (dã thảo quả).